# 사랑은 다 괜찮아
《사랑은 다 괜찮아》(영어: Fools Rush In)는 미국에서 제작된 앤디 테넌트 감독의 1997년 로맨틱 코미디 영화이다. 매슈 페리, 살마 하예크 등이 출연하였고, 더그 드레이진 등이 제작에 참여하였다.

## 줄거리
라스베이거스에서 우연히 마주친 이사벨과 하룻밤 관계를 가진 뉴욕 부동산 개발업자 앨릭스는 3개월 뒤 이사벨이 임신을 했다는 걸 알게 된다. 두 사람은 결혼하지만 양가 가족과 직장 문제가 앨릭스를 괴롭힌다.

## 출연
- 매슈 페리 - 앨릭스 휘트먼 역
- 살마 하예크 - 이사벨 푸엔테스 휘트먼 역
- 존 테니 - 제프 역
- 칼로스 고메즈 - 추이 역
- 토마스 밀리안 - 토마스 푸엔테스 역
- 셔반 팰런 - 레이니 역
- 존 베넷 페리 - 리처드 휘트먼 역
- 수잰 스나이더 - 캐시 스튜어트 역
- 질 클레이버그 - 낸 휘트먼 역

## 기타 제작진
- 공동 제작: 애나 마리아 데이비스
- 협력 제작: 스티븐 P. 세이타
- 배역: 주얼 베스트럽
- 미술: 에드워드 피소니
- 의상: 킴벌리 A. 틸먼

## 우리말 녹음
MBC 성우진 (2002년 10월 13일)
- 안지환 - 앨릭스 (매슈 페리)
- 박선영 - 이사벨 (살마 하예크)
- 박조호 - 제프 (존 테니)
- 김기현 - 이사벨 아버지
- 김은영 - 이사벨 어머니
- 한규희 - 앨릭스 아버지 (존 베넷 페리)
- 홍승옥 - 앨릭스 어머니 (질 클레이버그)
- 엄현정
- 송준석
- 오주연
- 이상범
- 고성일
- 이자옥